# Orbitale moléculaire localisée
Les orbitales moléculaires localisées sont des orbitales moléculaires qui sont concentrées dans une région spatiale limitée d'une molécule, telle qu'une liaison spécifique ou une paire isolée sur un atome spécifique. Ils peuvent être utilisés pour relier les calculs d'orbitales moléculaires aux théories de liaison simples, et aussi pour accélérer les calculs de structure électronique post-Hartree-Fock en tirant parti de la nature locale de la corrélation électronique. Les orbitales localisées dans les systèmes avec des conditions aux limites périodiques sont appelées fonctions de Wannier.
Les méthodes classiques de chimie quantique ab initio conduisent à des orbitales délocalisées qui, en général, s'étendent sur une molécule entière et ont la symétrie de la molécule. Les orbitales localisées peuvent alors être trouvées sous forme de combinaisons linéaires des orbitales délocalisées, données par une transformation unitaire appropriée.
Dans la molécule d'eau par exemple, les calculs ab initio montrent un caractère de liaison principalement dans deux orbitales moléculaires, chacune avec une densité électronique également répartie entre les deux liaisons OH. L'orbitale localisée correspondant à une liaison OH est la somme de ces deux orbitales délocalisées, et l'orbitale localisée pour l'autre liaison OH est leur différence; selon la théorie des liaisons de Valence.
Pour des liaisons multiples et des paires isolées, différentes procédures de localisation donnent des orbitales différentes. Les méthodes de localisation de Boys et Edmiston-Ruedenberg mélangent ces orbitales pour donner des liaisons courbées équivalentes dans des paires isolées d'éthylène et d'oreille de lapin dans l'eau, tandis que la méthode Pipek-Mezey préserve leur symétrie σ et π respective.

## Équivalence des descriptions orbitales localisées et délocalisées
Pour les molécules à couche électronique fermée, dans lesquelles chaque orbitale moléculaire est doublement occupée, les descriptions orbitales localisées et délocalisées sont en fait équivalentes et représentent le même état physique. Il peut sembler, en utilisant à nouveau l'exemple de l'eau, que placer deux électrons dans la première liaison et deux autres électrons dans la deuxième liaison n'est pas la même chose que d'avoir quatre électrons libres de se déplacer sur les deux liaisons. Cependant, en mécanique quantique, tous les électrons sont identiques et ne peuvent pas être distingués comme identiques ou autres. La fonction d'onde totale doit avoir une forme qui satisfait au principe d'exclusion de Pauli tel qu'un déterminant de Slater (ou une combinaison linéaire de déterminants de Slater), et on peut montrer  que si deux électrons sont échangés, une telle fonction est inchangée par toute transformation unitaire des orbitales doublement occupées.
Pour les molécules à couche électronique ouverte, dans lesquelles certaines orbitales moléculaires sont occupées séparément, les électrons de spin alpha et bêta doivent être localisés séparément,. Cela s'applique aux espèces radicalaires telles que l'oxyde nitrique et le dioxygène. Là encore, dans ce cas, les descriptions orbitales localisées et délocalisées sont équivalentes et représentent le même état physique.

## Méthodes de calcul
Les orbitales moléculaires localisées (LMO)  sont obtenues par transformation unitaire sur un ensemble d'orbitales moléculaires canoniques (CMO). La transformation implique généralement l'optimisation (minimisation ou maximisation) de la valeur attendue d'un opérateur spécifique. La forme générique du potentiel de localisation est:
{\displaystyle \langle {\hat {L}}\rangle =\sum _{i=1}^{n}\langle \phi _{i}\phi _{i}|{\hat {L}}|\phi _{i}\phi _{i}\rangle } ,
où {\displaystyle {\hat {L}}} est l'opérateur de localisation et {\displaystyle \phi _{i}} est une orbitale spatiale moléculaire. De nombreuses méthodologies ont été développées au cours des dernières décennies, différant sous la forme de {\displaystyle {\hat {L}}}.
L'optimisation de la fonction objective est généralement effectuée à l'aide de rotations de Jacobi par paires. Cependant, cette approche est sujette à la convergence des points de selle (si elle converge même), et donc d'autres approches ont également été développées, de simples méthodes de gradient conjugué avec des recherches de lignes exactes, à Newton-Raphson  et la méthode de région de confiance.

### Foster-Boys
La méthode de localisation Foster-Boys (également connue sous le nom de Boys)  minimise l'étendue spatiale des orbitales en minimisant {\displaystyle \langle {\hat {L}}\rangle }, où {\displaystyle {\hat {L}}=|{\vec {r}}_{1}-{\vec {r}}_{2}|^{2}} . Cela s'avère être équivalent , à la tâche plus facile de maximiser {\displaystyle \sum _{i}^{n}[\langle \phi _{i}|{\vec {r}}|\phi _{i}\rangle ]^{2}} . Dans une dimension, la fonction objective Foster-Boys (FB) peut également être écrite comme
{\displaystyle \langle {\hat {L}}_{\text{FB}}\rangle =\sum _{i}\langle \phi _{i}|({\hat {x}}-\langle i|{\hat {x}}|i\rangle )^{2}|\phi _{i}\rangle }.

### Quatrième moment
La procédure du quatrième moment (FM)  est analogue au schéma de Foster-Boys, cependant le quatrième moment orbital est utilisé à la place du deuxième moment orbital. La fonction objective à minimiser est
{\displaystyle \langle {\hat {L}}_{\text{FM}}\rangle =\sum _{i}\langle \phi _{i}|({\hat {x}}-\langle i|{\hat {x}}|\phi _{i}\rangle )^{4}|i\rangle } .
La méthode du quatrième moment produit des orbitales virtuelles plus localisées que la méthode Foster-Boys, car elle implique une pénalité plus importante sur les queues délocalisées. Pour le graphène (un système délocalisé), la méthode du quatrième moment produit des orbitales occupées plus localisées que les schémas de Foster-Boys et Pipek-Mezey.

### Edmiston-Ruedenberg
La localisation d'Edmiston-Ruedenberg  maximise l'énergie d'auto-répulsion électronique en maximisant {\displaystyle \langle {\hat {L}}_{\text{ER}}\rangle }, où {\displaystyle {\hat {L}}=|{\vec {r}}_{1}-{\vec {r}}_{2}|^{-1}} .

### Pipek-Mezey
La localisation de Pipek-Mezey  adopte une approche légèrement différente, maximisant la somme des charges partielles orbitales sur les noyaux:
{\displaystyle \langle {\hat {L}}\rangle _{\textrm {PM}}=\sum _{A}^{\textrm {atoms}}\sum _{i}^{\textrm {orbitals}}|q_{i}^{A}|^{2}} .
Pipek et Mezey utilisaient à l'origine des charges Mulliken, qui sont mal définies mathématiquement. Récemment, des schémas de style Pipek-Mezey basés sur une variété d'estimations de charge partielle bien définies mathématiquement ont été discutés. Certains choix notables sont les charges Voronoi, charges Becke, charges Hirshfeld ou Stockholder, les charges orbitales atomiques intrinsèques, charges Bader, ou les charges "d'atome flou". De manière assez surprenante, malgré la grande variation (au total) des charges partielles reproduites par les différentes estimations, l'analyse des orbitales Pipek-Mezey résultantes a montré que les orbitales localisées sont plutôt insensibles au schéma d'estimation de charge partielle utilisé dans le processus de localisation. Cependant, en raison de la nature mathématique mal définie des charges Mulliken (et des charges Löwdin, qui ont également été utilisées dans certains travaux ), comme de meilleures alternatives sont aujourd'hui disponibles, il est conseillé de les utiliser en faveur de la version originale.
La qualité la plus importante du schéma Pipek-Mezey est qu'il préserve la séparation σ-π dans les systèmes plans, ce qui le distingue des schémas Foster-Boys et Edmiston-Ruedenberg qui mélangent les liaisons σ et π. Cette propriété tient indépendamment de l'estimation de charge partielle utilisée,,,,.
Alors que la formulation habituelle de la méthode Pipek-Mezey invoque une procédure itérative pour localiser les orbitales. Une méthode non itérative a également été récemment suggérée.

## En chimie organique

Une liste d'orbitales moléculaires localisées considérées en chimie organique, montrant les orbitales atomiques des composants et toutes les formes des MO qu'elles constituent. En réalité, les AO et les MO, obtenus à partir de calculs, sont beaucoup plus «gros» que ceux décrits dans ces dessins animés.

La chimie organique est souvent discutée en termes d'orbitales moléculaires localisées dans un sens qualitatif et informel. Historiquement, une grande partie de la chimie organique classique a été construite sur les anciens modèles de liaison de valence / hybridation orbitale de liaison. Pour tenir compte de phénomènes comme l'aromaticité, ce modèle simple de liaison est complété par des résultats semi-quantitatifs de la théorie orbitale moléculaire de Hückel. Cependant, la compréhension des effets stéréoélectroniques nécessite l'analyse des interactions entre les orbitales donneur et accepteur entre deux molécules ou des régions différentes au sein d'une même molécule, et les orbitales moléculaires doivent être considérées. Parce que les orbitales moléculaires appropriées (adaptées à la symétrie) sont entièrement délocalisées et n'admettent pas une correspondance immédiate avec les «liaisons» de la molécule, comme le visualise le chimiste en exercice, l'approche la plus courante consiste à considérer à la place l'interaction entre rempli et non rempli des orbitales moléculaires localisées qui correspondent aux liaisons σ, aux liaisons π, aux paires isolées et à leurs équivalents inoccupés. Ces orbitales sont généralement attribuées à la notation σ (liaison sigma), π (liaison pi), n (orbitale non liée occupée, «paire isolée»), p (orbitale non liée inoccupée, «orbitale p vide»; le symbole n * pour non lié non occupé orbitale est rarement utilisée), π * (pi antibonding) et σ * (sigma antibonding). (Woodward et Hoffmann utilisent ω pour les orbitales non liées en général, occupées ou inoccupées.) Lorsque l'on compare des orbitales moléculaires localisées dérivées des mêmes orbitales atomiques, ces classes suivent généralement l'ordre σ <π < n < p ( n *) <π * <σ * lorsqu'elles sont classées par augmentation d'énergie.
Les orbitales moléculaires localisées que les chimistes organiques décrivent souvent peuvent être considérées comme des rendus qualitatifs des orbitales générées par les méthodes de calcul décrites ci-dessus. Cependant, ils ne correspondent à aucune approche unique et ne sont pas non plus utilisés de manière cohérente. Par exemple, les paires d'eau isolées sont généralement traitées comme deux orbitales hybrides spx équivalentes, tandis que les orbitales "non liées" correspondantes des carbènes sont généralement traitées comme une orbitale σ(out) remplie et une orbitale p pure non remplie, même si la seule les paires d'eau pourraient être décrites de manière analogue par des orbitales remplies σ(out) et p ( pour une discussion plus approfondie, voir l'article sur la paire isolée (version anglaise) et la discussion ci - dessus sur les modèles sigma-pi et orbitaux équivalents). En d'autres termes, le type d'orbitale localisée invoqué dépend du contexte et des considérations de commodité et d'utilité.